# Moncef El Okby
 (novembre 2012).
Si vous disposez d'ouvrages ou d'articles de référence ou si vous connaissez des sites web de qualité traitant du thème abordé ici, merci de compléter l'article en donnant les références utiles à sa vérifiabilité et en les liant à la section « Notes et références ».
Moncef El Okby est un avocat et une personnalité du football tunisien. Docteur en droit, il est avocat à la cour d'appel et membre du Grand Conseil.
Il préside le Club africain durant de longues années, de 1934 à 1946, période durant laquelle il accède à l'élite. Ses longues études à Paris lui sont utiles pour la défense de ses intérêts, notamment lorsqu'il obtient au cours de la lutte pour l'accession à l'élite la cassation par la Fédération française de football d'un jugement de la Ligue de Tunisie de football visant à priver le club de son dû et de son titre.
Il est le fils de Chedly El Okby, maire de Tunis et Cheikh El Médina de 1926 à 1932,, puis président de l'administration tunisienne des habous. Son propre fils Chedly devient écrivain.